# Grand Florianópolis
Ne doit pas être confondu avec Mésorégion du Grand Florianópolis.

Localisation de Grand Florianópolis

La région métropolitaine de Florianópolis, également appelé Grand Florianópolis fut créée en 1998 par la loi n°162/98 de l'État de Santa Catarina, dissoute en 2007 par la loi n°381 de l'État de Santa Catarina et recréée à l'identique en 2010 par la loi n°495.
Elle regroupe les  municípios formant une conurbation avec Florianópolis et quelques autres aux alentours.
Elle s'étend sur 2 403 km2 pour une population totale de près de 842 000 habitants en 2006.

## Noyau métropolitain
Les villes, qui ont toutes le même indicatif téléphonique (48), font aussi partie de la microrégion de Florianópolis, sauf Águas Mornas.
| Ville                     | Population (hab.) | Superficie (km²) |
| ------------------------- | ----------------- | ---------------- |
| Florianópolis             | 406 564           | 433              |
| São José                  | 201 103           | 115              |
| Palhoça                   | 128 102           | 395              |
| Biguaçu                   | 58 435            | 303              |
| Santo Amaro da Imperatriz | 18 246            | 352              |
| Governador Celso Ramos    | 13 053            | 106              |
| Antônio Carlos            | 7 041             | 229              |
| Águas Mornas              | 5 140             | 328              |
| São Pedro de Alcântara    | 3 868             | 142              |
| Total                     | 841 552           | 2 403            |

Parmi ces villes, seules 4 forment un noyau urbain en continuité, regroupant 94 % de la population sur 52 % du territoire de la région métropolitaine : 
- Biguaçu
- Florianópolis
- Palhoça
- São José